# Hans Lorenz
Hans Lorenz (Ur. 24 marca 1865 w  Wilsdruff, zm. 4 lipca 1940 w Sistrans) – profesor mechaniki.

## Życiorys
Ukończył studia politechniczne w Dreźnie. Dyplom doktora uzyskał w 1894 na Uniwersytecie Ludwika i Maksymiliana w Monachium. Od 1896 był profesorem nadzwyczajnym na Uniwersytecie Marcina Lutra w Halle i Wittenberdze, od 1900 profesorem zwyczajnym oraz dyrektorem Instytutu Fizyki Technicznej na Uniwersytecie Jerzego Augusta w Getyndze.
Od 1904 był profesorem zwyczajnym mechaniki na Politechnice Gdańskiej, a w latach 1915–1917 rektorem tej uczelni.
W 1919 otrzymał tytuł doktora honoris causa Politechniki Brunszwickiej. Był również profesorem honorowym Politechniki w Karlsruhe i członkiem honorowym Niemieckiego Związku Technologii Niskich Temperatur.